# Аликен
Аликен, Алиакбер, Шалекен (г. рожд. неизв. — после 1859) — казахский хан с 1858 по 1859/1860 годы. Младший сын Карабас-султана, внук Сангкай-султана, правнук Кучук-хана, чингизид-торе. Правил коныратами, частью кыпшаков и некоторыми родами племени сары-уйсун. Ставка находилась в окрестностях города Туркестан.

## Правление

### Жизнедеятельность до избрания ханом
До того как Аликен получил ханский титул он кочевал на юге современного Казахстана — в районе города Туркестан и на южных склонах Каратау. В качестве султана он возглавлял казахское племя конырат, входившее в состав Среднего жуза. Многие родовые группы этого племени в конце XVIII века находились под управлением его отца — Карабаш-султана, а в начале XIX века его брата — Тогай-хана.

### Антикокандское восстание 1858 года
В начале мая 1858 года казахские повстанцы объявили Аликена ханом. Казахстанский историк И. В. Ерофеева пишет, что Аликен стал альтернативой всевластию кокандских наместников на юге Казахстана и был избран ханом казахскими повстанцами. В течение двух следующих недель Аликен дал несколько сражений кокандцам, и даже предпринял штурм города Туркестан. Однако кокандский гарнизон прямым приступом взять не удалось.
15 мая Аликен предпринял осаду города Туркестан. Оказавшись отрезанным от основных сил Кокандского ханства и лишённым продовольствия, лошадей и фуража, наместник Туркестана обратился к повстанцам с обращением, пообещав прекратить поборы и насилие, а также призывал восстановить порядок и признать покорность. В ответ Аликен, опираясь на поддержку старшин коныратов, заявил, что мир возможен только в случае окончательного ухода Мирза-Нияза из Туркестана. В таком случае он, Аликен, как законный хан, станет полноправным правителем города — как некогда его покойный брат хан Тогай, изгнанный кокандцами свыше 35 лет назад.
Около месяца отряды Аликен-хана удерживали позиции под стенами Туркестана, однако, оценив расстановку сил, были вынуждены отступить и перекочевать вниз по Сырдарье вместе с другими подчинёнными им родами. Летом того же года Аликен посетил форт Перовский, где провёл переговоры с генерал-губернатором М. А. Катениным. Он просил разрешения на переход казахских родов коныратов под юрисдикцию Российской империи. Однако уже через несколько месяцев большая часть этих родов вернулась на Сырдарью, где возобновила борьбу против кокандской администрации и её представителя Мирзы-Ахмада.
В начале 1858 года Аликен прибыл в крепость Ура-Тюбе к эмиру Бухары Насрулле с пятитысячным отрядом казахских джигитов. Там он просил эмира помочь ему изгнать кокандцев с территории Южного Казахстана и стать самостоятельным правителем города Туркестан. Эмир пообещал поддержать Аликен-хана, но дальше этих обещаний дело не пошло. После этого следы Аликен-хана теряются в источниках, и его дальнейшая судьба остаётся неизвестной.